# Сато, Сомэй
Сомэй Сато (яп. 佐藤 聰明 Сато: Со:мэй, 19 января 1947, Сэндай, префектура Мияги) — японский композитор.

## Биография
В начале 1970-х годов учился в Японском художественном университете, но в основном осваивал музыку самоучкой. В 1983 году как стипендиат Азиатского совета по культуре провел год в США.

## Творчество
Музыка Сато, которую сопоставляют с сакральным минимализмом Арво Пярта и Хенрика Гурецкого, выражает его погруженность в традиции синтоизма и дзэн-буддизма.

## Список сочинений
- Litania для 2-х фортепиано с цифровой задержкой (1973)
- Cosmic Womb для 2-х фортепиано с цифровой задержкой (1975)
- Incarnation I для фортепиано, маримбы и арфы (1977)
- Incarnation II для фортепиано с цифровой задержкой (1978)
- Music of the Winds для флейты-сякухати (1979)
- Birds in Warped Time II для скрипки и фортепиано (1980)
- Mandara для электроники (1982)
- Naohi для фортепиано (1983)
- Mantra для электроники (1986)
- Stabat Mater для сопрано и смешанного хора (1987)
- Homa для сопрано и струнного квартета (1988; редакция для сопрано и струнного оркестра: 1992)
- Ruika для виолончели и струнного оркестра (1990)
- Tantra для электроники (1990)
- Kyokoku для баритона и оркестра (1991)
- Recitative для аккордеона (1991)
- Toward the Night для струнного квартета (1991; редакция для струнного оркестра: 1992)
- Burning Meditation для баритона, арфы, колоколов и струнного квартета (1993; редакция для баритона и камерного оркестра: 1995)
- Lanzarote для сопранового саксофона и фортепиано (1993)
- Kisetsu для оркестра (1999)
- From the Depth of Silence для колоколов и оркестра (2000)
- Концерт для скрипки с оркестром (2002, посвящён Энн Акико Мейерс)
- Трио для скрипки, виолончели и фортепиано (2007)